# باول غلاس
باول غلاس (بالإنجليزية: Paul Glass)‏ هو ملحن أمريكي، ولد في 19 نوفمبر 1934 في لوس أنجلوس في الولايات المتحدة.

## وصلات خارجية
- باول غلاس على موقع IMDb (الإنجليزية)
- باول غلاس على موقع IMDb (الإنجليزية)
- باول غلاس على موقع ديسكوغز (الإنجليزية)
- باول غلاس على موقع قاعدة بيانات الفيلم (الإنجليزية)